# Феєрверк (фільм, 1997)
«Феєрверк» (яп. 花-火, офіційна міжнародна назва фільму «HANA-BI» (яп. 花-火, феєрверк) пишеться через дефіс («HANA» — «квіти», символ життя і любові, та «BI» — «вогонь», символ жорстокості та насильницької смерті) — японська кримінальна драма 1997 року, поставлена режисером Такесі Кітаною. Світова прем'єра стрічки відбулася 3 вересня 1997 році на 54-му Венеційському міжнародному кінофестивалі, де вона брала участь в основній конкурсній програмі та здобула головний приз — Золотого лева .

## Сюжет
Головний герой фільму Нісі — колишній поліцейський детектив. Він звільнився з поліції після трагічного випадку під час затримання: детектив Танака убитий підозрюваним, двоє інших — молодий детектив Накамура і напарник Нісі Хорібі — отримали поранення. Ставши безробітним, Нісі більшу частину часу проводить, доглядаючи за своєю хворою дружиною Міюкі. Вона замкнулася в собі після смерті їхньї дитини, а на початку стрічки Міюкі ставлять діагноз лейкемія.
Нісі позичив під відсотки гроші у якудзи та має труднощі з поверненням боргу. Тим часом Хорібі, який став після поранення інвалідом, переживає глибоку депресію. Його шлюб розпався, він живе самотньо. У розмові з Нісі Хорібі натякає на те, що подумував про самогубство, і говорить, що зайнявся б живописом, але не може дозволити собі необхідні матеріали.
Купивши уживане таксі, Нісі перефарбовує машину в поліцейські кольори і, одягнений у форму поліцейського, озброєний сигнальним револьвером, здійснює пограбування банку. Він повертає борг, частину грошей передає вдові Танакі, а для Хорібі закуповує фарби й папір, після чого вирушає з дружиною в поїздку історичними пам'ятками.
Накамура, дізнавшись від вдови Танакі про подарунок від Нісі, дає їй пораду залишити гроші собі. Зустрівшись з Хорібі, він дізнається про куплені фарби і, помітивши у нього сувенірний брелок, присланий Нісі, розуміє, де слід шукати колишнього поліцейського. Тим часом по сліду Нісі йдуть і якудза, що також здогадалися, хто стоїть за пограбуванням банку, і охочі відібрати у Нісі гроші нібито для зберігання.
Якудза знаходять Нісі, але він усіх убиває, залишивши в пістолеті дві кулі. Одночасно його знаходить і Накамура, який зрозумів, хто вчинив пограбування. Нісі просить у нього одну хвилину часу і сідає поряд з дружиною, яка несподівано говорить йому «дякую». За кадром чуються два постріли — глядач здогадується, що Нісі застрелив дружину, а потім застрілився сам.

## У ролях
| • Такесі Кітано    | … | Йосітака Нісі    |
| • Кайоко Кісімото  | … | Міюкі            |
| • Рен Осугі        | … | Хорібі           |
| • Сусуму Терадзима | … | Накамура         |
| • Макото Асікава   | … | Танака           |
| • Хакурю           | … | охоронець якудзи |

## Знімальна група
- Автор сценарію — Такесі Кітано
- Режисер-постановник — Такесі Кітано
- Продюсери — Масаюкі Морі, Ясусі Цуге, Такіо Йосіда
- Асоційовані продюсери — Коуїчі Міягава, Хідето Осава, Сігеру Ватанабе
- Лінійний продюсер — Йосіто Ямадзакі
- Співпродюсери — Казухіро Фурукава, Хіроші Ісікава
- Оператор — Хідео Ямамото
- Композитор — Дзьо Хісайсі
- Монтаж — Такесі Кітано, Йосінорі Ота
- Художник-постановник — Норіхідо Ісода
- Художник по костюмах — Масамі Сайто
- Художник-декоратор — Тацуо Одзекі

## Саундтрек
Автор музики Дзьо Хісайсі. 
| #     | Назва                         | Тривалість |
| ----- | ----------------------------- | ---------- |
| 1.    | «Hana-bi»                     | 3:42       |
| 2.    | «Angel»                       | 2:41       |
| 3.    | «Sea of Blue»                 | 3:29       |
| 4.    | «...and Alone»                | 2:29       |
| 5.    | «Ever Love»                   | 2:15       |
| 6.    | «Painters»                    | 5:57       |
| 7.    | «Smile and Smile»             | 2:55       |
| 8.    | «Heaven's Gate»               | 4:59       |
| 9.    | «Tenderness»                  | 2:31       |
| 10.   | «Thank You... for Everything» | 7:09       |
| 11.   | «Hana-bi (Reprise)»           | 3:41       |
| 42:14 |                               |            |

## Нагороди та номінації

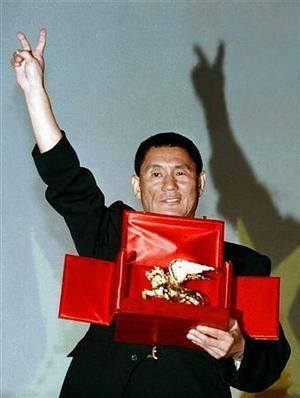
Такесі Кітано з «Золотим левом» Венеційського МКФ

| Нагороди та номінації фільму «Феєрверк» | Нагороди та номінації фільму «Феєрверк» | Нагороди та номінації фільму «Феєрверк» | Нагороди та номінації фільму «Феєрверк» | Нагороди та номінації фільму «Феєрверк» | Нагороди та номінації фільму «Феєрверк» |
| Рік                                     | Кінофестиваль/кінопремія                | Категорія/нагорода                      | Номінант                                | Результат                               |                                         |
| --------------------------------------- | --------------------------------------- | --------------------------------------- | --------------------------------------- | --------------------------------------- | --------------------------------------- |
| 1997                                    | Венеційський міжнародний кінофестиваль  | Золотий лев                             | Феєрверк                                | Перемога                                |                                         |
| 1997                                    | Міжнародний кінофестиваль в Сан-Паулу   | Премія критиків                         | Такесі Кітано                           | Перемога                                |                                         |
| 1997                                    | Приз Європейської кіноакадемії          | Найкращий не європейський фільм         | Такесі Кітано                           | Перемога                                |                                         |
| 1998                                    | Кінофестиваль Camerimage                | Золота жабка                            | Хідео Ямамото                           | Номінація                               |                                         |
| 1998                                    | Кінофестиваль Camerimage                | Срібна жабка                            | Хідео Ямамото                           | Номінація                               |                                         |
| 1998                                    | Премія «Сезар»                          | Найкращий іноземний фільм               | Феєрверк                                | Номінація                               |                                         |
| 1998                                    | Синдикат французьких кінокритиків       | Найкращий іноземний фільм               | Феєрверк                                | Перемога                                |                                         |
| 1998                                    | Кінопремія Hochi                        | Найкращий фільм                         | Феєрверк                                | Перемога                                |                                         |
| 1998                                    | Кінопремія Hochi                        | Найкращий актор другого плану           | Рен Осугі                               | Перемога                                |                                         |
| 1998                                    | Кінопремія Nikkan Sports                | Нагорода Ісіхара Юджіро                 | Феєрверк                                | Перемога                                |                                         |
| 1998                                    | Кінопремія Nikkan Sports                | Найкращий актор другого плану           | Рен Осугі                               | Перемога                                |                                         |
| 1999                                    | Йокогамський кінофестиваль              | Найкращий актор другого плану           | Рен Осугі                               | Перемога                                |                                         |
| 1999                                    | Премія Японської академії               | Найкращий фільм                         | Феєрверк                                | Номінація                               |                                         |
| 1999                                    | Премія Японської академії               | Найкращий режисер                       | Такесі Кітано                           | Номінація                               |                                         |
| 1999                                    | Премія Японської академії               | Найкращий актор                         | Такесі Кітано                           | Номінація                               |                                         |
| 1999                                    | Премія Японської академії               | Найкраща акторка                        | Кайоко Кісімото                         | Номінація                               |                                         |
| 1999                                    | Премія Японської академії               | Найкращий актор другого плану           | Кен Осугі                               | Номінація                               |                                         |
| 1999                                    | Премія Японської академії               | Найкращий сценарій                      | Такесі Кітано                           | Номінація                               |                                         |
| 1999                                    | Премія Японської академії               | Найкращий оператор                      | Хідео Ямамото                           | Номінація                               |                                         |
| 1999                                    | Премія Японської академії               | Найкращий монтаж                        | Такесі Кітано та Йосінорі Ота           | Номінація                               |                                         |
| 1999                                    | Премія Японської академії               | Найкращий звук                          | Сенджі Хоріучі                          | Номінація                               |                                         |
| 1999                                    | Премія Японської академії               | Найкраща музика до фільму               | Дзьо Хісайсі                            | Перемога                                |                                         |
| 1999                                    | Премія Японської академії               | Найкраще освітлення                     | Хітоші Такая                            | Номінація                               |                                         |
| 1999                                    | Премія «Блакитна стрічка»               | Найкращий фільм                         | Феєрверк                                | Перемога                                |                                         |
| 1999                                    | Премія «Блакитна стрічка»               | Найкращий режисер                       | Такесі Кітано                           | Перемога                                |                                         |
| 1999                                    | Премія «Блакитна стрічка»               | Найкращий актор                         | Такесі Кітано                           | Перемога                                |                                         |
| 1999                                    | Премія «Блакитна стрічка»               | Найкращий актор другого плану           | Кен Осугі                               | Перемога                                |                                         |
| 1999                                    | Премія кінокритиків Австралії           | Найкращий фільм іноземною мовою         | Феєрверк                                | Перемога                                |                                         |
| 1999                                    | Премія Kinema Junpo                     | Найкращий фільм                         | Феєрверк                                | Перемога                                |                                         |
| 1999                                    | Премія Kinema Junpo                     | Приз читачів за найкращий фільм         | Феєрверк                                | Перемога                                |                                         |
| 1999                                    | Премія «Майніті»                        | Найкращий актор другого плану           | Кен Осугі                               | Перемога                                |                                         |
| 1999                                    | Премія «Майніті»                        | Найкращий оператор                      | Хідео Ямамото                           | Перемога                                |                                         |
| 1999                                    | Премія Гільдії кінокритиків Росії       | Найкращий іноземний фільм               | Феєрверк                                | Перемога                                |                                         |
| 1999                                    | Премія Гільдії кінокритиків Росії       | Найкращий іноземний актор               | Такесі Кітано                           | Перемога                                |                                         |

## Додаткові факти
- Усі картини, які у фільмі малює паралізований Хорібі, належать пензлю Такесі Кітано[5].
- Актор Хакурю, який зіграв кілера якудзи, також брав участь у створенні фільму «Жорстокий поліцейський», який був дебютною режисерською роботою Кітано.
- Журнал «Vogue» визнав фільм одним з найкращих в останньому десятилітті XX століття.
- Дівчинка, яка запускає у фінальній сцені повітряного змія, — донька Кітано, акторка і співачка Сьоко.
- Фільм брав участь в перегляді 14-го за рахунком кінофестивалю Санденс в Парк-Сіті.